# Quattro Sports
Quattro Sports is een computerspel dat werd uitgegeven door Camerica Limited. Het spel kwam in 1990 voor de Commodore 64 en de ZX Spectrum en in 1993 voor de Nintendo Entertainment System. 
Het spel bestaat uit vier sportspellen:
- Baseball Pro's: honkbal
- Soccer Simulator: voetbal
- Pro Tennis Simulator: tennis
- BMX Simulator: BMX cross

## Platforms
| Jaar | Platform                  |
| ---- | ------------------------- |
| 1990 | Commodore 64, ZX Spectrum |
| 1993 | NES                       |

## Ontvangst
| Beoordeeld door       | Datum            | Score |
| --------------------- | ---------------- | ----- |
| N-Force               | februari 1993    | 72%   |
| NES Archives          | 24 mei 2001      | 42%   |
| The Video Game Critic | 21 augustus 2011 | 0%    |